# Dictyna uzbekistanica
Dictyna uzbekistanica är en spindelart som beskrevs av Dmitry Evstratievich Kharitonov 1946. Dictyna uzbekistanica ingår i släktet Dictyna och familjen kardarspindlar.
Artens utbredningsområde är Uzbekistan. Inga underarter finns listade i Catalogue of Life.